# Mistrzostwa Świata w Hokeju na Lodzie 2014 (elita)
Mistrzostwa Świata w Hokeju na Lodzie Elity 2014 odbywały się w dniach 9–25 maja na Białorusi. Były to pierwsze mistrzostwa świata rozgrywane w tym państwie. Miastem goszczącym najlepsze reprezentacje świata był Mińsk. W 78. turnieju o złoty medal mistrzostw świata uczestniczyło 16 narodowych reprezentacji.

## Wybór gospodarza
| Państwo  | Głosy |
| -------- | ----- |
| Białoruś | 75    |
| Węgry    | 24    |
| Łotwa    | 4     |
| Ukraina  | 3     |

O organizację mistrzostw świata elity w 2014 ubiegało się cztery państwa. 8 maja 2009 wybrano kandydaturę Białorusi, która ubiegała się o to z hasłem przewodnim “Welcome to the young hockey country” (pol. Witamy w młodym kraju hokeja).
Białoruś po raz trzeci w historii kandydowała jako gospodarz rozgrywek, jednak w 2010 i 2013 roku zajęła w wyborach drugie miejsca. W rywalizacji o miano gospodarza mistrzostw świata w 2014 roku uczestniczyło cztery państwa. Trzy z nich nigdy dotąd nie organizowały mistrzostw świata elity. Do tego grona zaliczano: Białoruś, Ukrainę i Węgry. Jedynym kandydatem, który gościł już mistrzostwa świata elity była Łotwa.

### Kontrowersje
Po wyborze gospodarza turnieju zaistniały kontrowersje. Parlament Europejski i inne instytucje Unii Europejskiej domagały się by Mistrzostwa Świata z 2014 r. nie odbywały się na Białorusi. Specjalny list w tej sprawie wystosował przewodniczący Parlamentu Europejskiego Jerzy Buzek zwracając uwagę na niedemokratyczne zachowania władz białoruskich (m.in. więzienie przeciwników politycznych przez Alaksandra Łukaszenkę).

## Organizacja
Maskotka
Oficjalna maskotką turnieju został wybrany projekt Witalija Ortuha, który przedstawia żubra grającego w hokeja. Postać ma na imię Wołat. Słowo to w języku białoruskim znaczy bohater.
Do wyboru imienia maskotki zgłoszono 289 propozycji. Jury konkursu wyłoniło dziesięć, które zmierzyły się w finałowym głosowaniu w którym uczestniczyli internauci. Wołat zdobył 859 głosów, drugie miejsce zajął Bełoweżik 619 głosów. Innymi propozycjami imion były: Rusty, Żubrik, Weżik, Janka, Bully, Puszczik, Zubi oraz Szajbik.
Lodowiska
- Mińsk-Arena to jedna z największych aren wielofunkcyjnych w Europie, mogących pomieścić 15 000 widzów. Budynek został otwarty w styczniu 2010 roku. W hali swoje mecze w roli gospodarza rozgrywa sekcja hokeja na lodzie Dynama Mińsk uczestniczący w rozgrywkach KHL. Jest również miejscem koncertów i międzynarodowych zawodów sportowych. Podczas turnieju w hali odbędą się spotkania grupy B, dwa ćwierćfinały, oba półfinały i mecze decydujące o medalach.
- Czyżouka Arena to wielofunkcyjny obiekt otwarty 25 grudnia 2013, o maksymalnej pojemności 9600 miejsc. W hali swoje mecze w roli gospodarza rozgrywa sekcja hokeja na lodzie Junost' Mińsk uczestniczący w rozgrywkach białoruskiej ekstraklasy. Podczas turnieju w hali odbędą się spotkania grupy A oraz dwa ćwierćfinały.

| Mińsk             | Mińsk | Mińsk            |
| Mińsk-Arena       | Mińsk | Czyżouka Arena   |
| Pojemność: 15 000 | Mińsk | Pojemność: 9 600 |
|                   | Mińsk |                  |

Transport podczas mistrzostw
W styczniu 2012 prezydent Łukaszenka zadeklarował, że osoby zamierzające odwiedzić Białoruś i obejrzeć mecze, nie potrzebują do tego celu wizy, zaś tylko bilet wstępu na spotkanie turniejowe.

## Uczestnicy

Państwa uczestniczące w mistrzostwach elity na mapie świata

W turnieju elity będzie uczestniczyć 16 zespołów – 13 z państw europejskich, 2 z Ameryki Północnej i 1 z Azji.
| Azja - Kazachstan^ Europa - Białoruś† - Czechy* - Dania* - Finlandia* - Francja* - Łotwa* - Niemcy* |  | - Norwegia* - Rosja* - Słowacja* - Szwecja* - Szwajcaria* - Włochy^ Ameryka Północna - Kanada* - Stany Zjednoczone* |

* = Drużyny, które zajęły miejsce w czołowej 14 zespołów mistrzostw świata 2013
^ = Kwalifikacja po awansie z turnieju pierwszej dywizji w 2013 roku
† = Gospodarz turnieju (automatyczna kwalifikacja)

## Sędziowie
IIHF wybrała do prowadzenia spotkań podczas mistrzostw 16 sędziów głównych oraz 16 liniowych. Oto lista arbitrów:
| Główni - Maksim Sidorenko - Martin Fraňo - Antonín Jeřábek - Vladimír Šindler - Aleksi Rantala - Jyri Rönn - Lars Brüggemann - Daniel Piechaczek |  | Główni - Wiaczesław Bułanow - Konstantin Olenin - Igor Dremelj - Mikael Nord - Marcus Vinnerborg - Brent Reiber - Keith Kaval - Steve Patafie |  | Liniowi - Iwan Dziadziula - Chris Carlson - Jesse Wilmot - Vit Lederer - Anton Semjonow - Masi Puolakka - Sakari Suominen - Pierre Dehaen |  | Liniowi - Andre Schrader - Joep Leermakers - Jon Killian - Stanisław Raming - Miroslav Valach - Jimmy Dahmen - Nicolas Fluri - Paul Carnathan |

## Faza grupowa
19 maja 2013 ustalono skład grup turniejowych.
Przedstawione godziny rozpoczęcia meczów podane są według czasu środkowoeuropejskiego (polskiego).

### Grupa A
Tabela
| Lp. | Zespół   | M | Z | Zd | Pd | P | G+ | G- | +/− | Pkt |
| --- | -------- | - | - | -- | -- | - | -- | -- | --- | --- |
| 1   | Kanada   | 7 | 5 | 1  | 1  | 0 | 28 | 13 | +15 | 18  |
| 2   | Szwecja  | 7 | 5 | 1  | 1  | 0 | 21 | 10 | +11 | 18  |
| 3   | Czechy   | 7 | 2 | 2  | 1  | 2 | 20 | 18 | +2  | 13  |
| 4   | Francja  | 7 | 3 | 1  | 1  | 2 | 25 | 20 | +5  | 11  |
| 5   | Słowacja | 7 | 3 | 0  | 1  | 3 | 20 | 21 | -1  | 10  |
| 6   | Norwegia | 7 | 2 | 0  | 0  | 5 | 16 | 19 | -3  | 7   |
| 7   | Dania    | 7 | 1 | 1  | 0  | 5 | 17 | 27 | -10 | 5   |
| 8   | Włochy   | 7 | 1 | 0  | 0  | 6 | 6  | 25 | -19 | 3   |

    = awans do ćwierćfinałów     = utrzymanie w elicie     = spadek do dywizji I grupy A
Wyniki
| 9 maja 2014 | Francja | 3:2 pk. | Kanada | Czyżouka Arena, Mińsk |

| Szczegóły      | Szczegóły                                                                | Szczegóły                 | Szczegóły                                      | Szczegóły                                                                 |
| -------------- | ------------------------------------------------------------------------ | ------------------------- | ---------------------------------------------- | ------------------------------------------------------------------------- |
| Godzina: 15:45 | S. Da Costa (PP) 17:03 S. Da Costa (PP) 52:35 P. E. Bellemare (PS) 65:00 | (1:1, 0:0, 1:1, 0:0, 1:0) | 19:44 (EQ) B. Schenn 50:42 (EQ) E. Gudbrandson | Widzów: 6 780 Sędzia główny: Keith Kaval Sędziowie liniowi: Steve Patafie |
| Godzina: 15:45 | 8 min.                                                                   |                           | 12 min.                                        | Widzów: 6 780 Sędzia główny: Keith Kaval Sędziowie liniowi: Steve Patafie |

| 9 maja 2014 | Słowacja | 2:3 pd. | Czechy | Czyżouka Arena, Mińsk |

| Szczegóły      | Szczegóły                                    | Szczegóły            | Szczegóły                                                   | Szczegóły                                                                            |
| -------------- | -------------------------------------------- | -------------------- | ----------------------------------------------------------- | ------------------------------------------------------------------------------------ |
| Godzina: 19:45 | M. Miklík (EQ) 25:17 M. Viedenský (EQ) 35:45 | (0:1, 2:0, 0:1, 0:1) | 06:24 (PP) O. Němec 57:53 (EQ) J. Jágr 61:50 (EQ) J. Klepiš | Widzów: 6 920 Sędzia główny: Wiaczesław Bułanow Sędziowie liniowi: Daniel Piechaczek |
| Godzina: 19:45 | 10 min.                                      |                      | 10 min.                                                     | Widzów: 6 920 Sędzia główny: Wiaczesław Bułanow Sędziowie liniowi: Daniel Piechaczek |

| 10 maja 2014 | Włochy | 0:3 | Norwegia | Czyżouka Arena, Mińsk |

| Szczegóły      | Szczegóły | Szczegóły       | Szczegóły                                                      | Szczegóły                                                                     |
| -------------- | --------- | --------------- | -------------------------------------------------------------- | ----------------------------------------------------------------------------- |
| Godzina: 11:45 |           | (0:1, 0:1, 0:1) | 05:42 (EQ) N. Roest 31:19 (EQ) M. Ask 53:29 (EQ) A. Bastiansen | Widzów: 7 950 Sędzia główny: Martin Fraňo Sędziowie liniowi: Marcus Vinneborg |
| Godzina: 11:45 | 4 min.    |                 | 6 min.                                                         | Widzów: 7 950 Sędzia główny: Martin Fraňo Sędziowie liniowi: Marcus Vinneborg |

| 10 maja 2014 | Szwecja | 3:0 | Dania | Czyżouka Arena, Mińsk |

| Szczegóły      | Szczegóły                                                           | Szczegóły       | Szczegóły | Szczegóły                                                                          |
| -------------- | ------------------------------------------------------------------- | --------------- | --------- | ---------------------------------------------------------------------------------- |
| Godzina: 15:45 | M. Backlund (EQ) 11:41 M. Backlund (EQ) 19:23 G. Nyquist (EQ) 48:13 | (2:0, 0:0, 1:0) |           | Widzów: 4 900 Sędzia główny: Daniel Piechaczek Sędziowie liniowi: Maksim Sidorenko |
| Godzina: 15:45 | 6 min.                                                              |                 | 8 min.    | Widzów: 4 900 Sędzia główny: Daniel Piechaczek Sędziowie liniowi: Maksim Sidorenko |

| 10 maja 2014 | Kanada | 4:1 | Słowacja | Czyżouka Arena, Mińsk |

| Szczegóły      | Szczegóły                                                                        | Szczegóły       | Szczegóły           | Szczegóły                                                                     |
| -------------- | -------------------------------------------------------------------------------- | --------------- | ------------------- | ----------------------------------------------------------------------------- |
| Godzina: 19:45 | J. Ward (EQ) 37:21 C. Hodgson (EQ) 47:07 K. Bieksa (EQ) 57:56 J. Ward (EQ) 58:49 | (0:0, 1:1, 3:0) | 32:24 (PP) M. Šatan | Widzów: 6 200 Sędzia główny: Mikael Nord Sędziowie liniowi: Konstantin Olenin |
| Godzina: 19:45 | 8 min.                                                                           |                 | 10 min.             | Widzów: 6 200 Sędzia główny: Mikael Nord Sędziowie liniowi: Konstantin Olenin |

| 11 maja 2014 | Francja | 1:2 | Włochy | Czyżouka Arena, Mińsk |

| Szczegóły      | Szczegóły             | Szczegóły       | Szczegóły                                    | Szczegóły                                                                           |
| -------------- | --------------------- | --------------- | -------------------------------------------- | ----------------------------------------------------------------------------------- |
| Godzina: 11:45 | L. Meunier (EQ) 30:57 | (0:0, 1:1, 0:1) | 32:53 (PP) G. Scandella 59:02 (EQ) M. Gander | Widzów: 4 600 Sędzia główny: Wiaczesław Bułanow Sędziowie liniowi: Maksim Sidorenko |
| Godzina: 11:45 | 8 min. kar            |                 | 14 min. kar                                  | Widzów: 4 600 Sędzia główny: Wiaczesław Bułanow Sędziowie liniowi: Maksim Sidorenko |

| 11 maja 2014 | Norwegia | 4:3 | Dania | Czyżouka Arena, Mińsk |

| Szczegóły      | Szczegóły                                                                               | Szczegóły      | Szczegóły                                                      | Szczegóły                                                                   |
| -------------- | --------------------------------------------------------------------------------------- | -------------- | -------------------------------------------------------------- | --------------------------------------------------------------------------- |
| Godzina: 15:45 | J. Holøs (PP) 06:30 K. A. Olimb (PP) 22:39 P.-Å. Skrøder (PS) 31:29 M. Trygg (PP) 52:15 | (1:2, 2:0,1:1) | 02:35 (PP) M. Poulsen 02:55 (EQ) F. Storm 56:27 (PP) J. Hansen | Widzów: 4 837 Sędzia główny: Igor Dremelj Sędziowie liniowi: Aleksi Rantala |
| Godzina: 15:45 | 20 min.                                                                                 |                | 14 min.                                                        | Widzów: 4 837 Sędzia główny: Igor Dremelj Sędziowie liniowi: Aleksi Rantala |

| 11 maja 2014 | Szwecja | 4:3 pk. | Czechy | Czyżouka Arena, Mińsk |

| Szczegóły      | Szczegóły                                                                                 | Szczegóły                 | Szczegóły                                                    | Szczegóły                                                                      |
| -------------- | ----------------------------------------------------------------------------------------- | ------------------------- | ------------------------------------------------------------ | ------------------------------------------------------------------------------ |
| Godzina: 19:45 | O. Möller (EQ) 11:26 O. Möller (PP) 36:02 J. Lindström (PP) 48:40 J. Lindström (PS) 65:00 | (1:2, 1:1, 1:0, 0:0, 1:0) | 00:08 (EQ) T. Hertl 19:35 (PP) J. Hudler 31:53 (EQ) T. Hertl | Widzów: 6 018 Sędzia główny: Roman Gofman Sędziowie liniowi: Konstantin Olenin |
| Godzina: 19:45 | 12 min.                                                                                   |                           | 10 min.                                                      | Widzów: 6 018 Sędzia główny: Roman Gofman Sędziowie liniowi: Konstantin Olenin |

| 12 maja 2014 | Słowacja | 3:5 | Francja | Czyżouka Arena, Mińsk |

| Szczegóły      | Szczegóły                                                 | Szczegóły       | Szczegóły                                                                         | Szczegóły                                                                 |
| -------------- | --------------------------------------------------------- | --------------- | --------------------------------------------------------------------------------- | ------------------------------------------------------------------------- |
| Godzina: 15:45 | L. Nagy (SH) 15:36 L. Nagy (EQ) 23:31 M. Šatan (PP) 36:11 | (1:0, 2:1, 0:4) | 26:23 (PP) B. Amar 50:30 (PP) B. Amar 50:56 (PP) A. Roussel 59:32 (EN) A. Roussel | Widzów: 5 358 Sędzia główny: Keith Kaval Sędziowie liniowi: Steve Patafie |
| Godzina: 15:45 | 14 min.                                                   |                 | 10 min.                                                                           | Widzów: 5 358 Sędzia główny: Keith Kaval Sędziowie liniowi: Steve Patafie |

| 12 maja 2014 | Czechy | 3:4 | Kanada | Czyżouka Arena, Mińsk |

| Szczegóły      | Szczegóły                                                        | Szczegóły       | Szczegóły                                                                            | Szczegóły                                                                           |
| -------------- | ---------------------------------------------------------------- | --------------- | ------------------------------------------------------------------------------------ | ----------------------------------------------------------------------------------- |
| Godzina: 19:45 | R. Červenka (EQ) 05:55 J. Novotný (EQ) 52:11 T. Hertl (PP) 53:00 | (1:1, 0:3, 2:0) | 09:56 (EQ) J. Ward 23:22 (EQ) K. Turris 36:07 (PP) N. MacKinnon 36:24 (PP) M. Rielly | Widzów: 6 317 Sędzia główny: Lars Brüeggemann Sędziowie liniowi: Wiaczesław Bułanow |
| Godzina: 19:45 | 37 min.                                                          |                 | 6 min.                                                                               | Widzów: 6 317 Sędzia główny: Lars Brüeggemann Sędziowie liniowi: Wiaczesław Bułanow |

| 13 maja 2014 | Włochy | 1:4 | Dania | Czyżouka Arena, Mińsk |

| Szczegóły      | Szczegóły             | Szczegóły       | Szczegóły                                                                                 | Szczegóły                                                                   |
| -------------- | --------------------- | --------------- | ----------------------------------------------------------------------------------------- | --------------------------------------------------------------------------- |
| Godzina: 15:45 | D. Costner (EQ) 12:15 | (1:1, 0:2, 0:1) | 02:51 (EQ) J. B. Jensen 35:50 (SH) J. Hansen 36:19 (EQ) E. Kristensen 57:34 (EN) K. Staal | Widzów: 5 092 Sędzia główny: Antonín Jeřábek Sędziowie liniowi: Mikael Nord |
| Godzina: 15:45 | 6 min.                |                 | 8 min.                                                                                    | Widzów: 5 092 Sędzia główny: Antonín Jeřábek Sędziowie liniowi: Mikael Nord |

| 13 maja 2014 | Norwegia | 1:2 | Szwecja | Czyżouka Arena, Mińsk |

| Szczegóły      | Szczegóły           | Szczegóły       | Szczegóły                                    | Szczegóły                                                                  |
| -------------- | ------------------- | --------------- | -------------------------------------------- | -------------------------------------------------------------------------- |
| Godzina: 19:45 | S. Olden (EQ) 22:47 | (0:0, 1:1, 0:1) | 36:33 (PP) J. Lindström 47:18 (EQ) L. Klasen | Widzów: 6 389 Sędzia główny: Jyri Rönn Sędziowie liniowi: Maksim Sidorenko |
| Godzina: 19:45 | 14 min. kar         |                 | 12 min. kar                                  | Widzów: 6 389 Sędzia główny: Jyri Rönn Sędziowie liniowi: Maksim Sidorenko |

| 14 maja 2014 | Czechy | 2:0 | Włochy | Czyżouka Arena, Mińsk |

| Szczegóły      | Szczegóły                              | Szczegóły       | Szczegóły | Szczegóły                                                                          |
| -------------- | -------------------------------------- | --------------- | --------- | ---------------------------------------------------------------------------------- |
| Godzina: 15:45 | J. Sekáč (EQ) 22:53 J. Jágr (EQ) 55:34 | (0:0, 1:0, 1:0) |           | Widzów: 4 160 Sędzia główny: Maksim Sidorenko Sędziowie liniowi: Marcus Vinnerborg |
| Godzina: 15:45 | 4 min.                                 |                 | 10 min.   | Widzów: 4 160 Sędzia główny: Maksim Sidorenko Sędziowie liniowi: Marcus Vinnerborg |

| 14 maja 2014 | Słowacja | 5:2 | Norwegia | Czyżouka Arena, Mińsk |

| Szczegóły      | Szczegóły                                                                                          | Szczegóły       | Szczegóły                                 | Szczegóły                                                                     |
| -------------- | -------------------------------------------------------------------------------------------------- | --------------- | ----------------------------------------- | ----------------------------------------------------------------------------- |
| Godzina: 19:45 | T. Tatar (EQ) 01:06 J. Mikúš (EQ) 09:17 L. Nagy (EQ) 39:42 L. Nagy (EQ) 47:47 M. Miklík (EQ) 48:33 | (2:2, 1:0, 2:0) | 05:39 (EQ) A. Bonsaksen 11:07 (EQ) M. Ask | Widzów: 5 881 Sędzia główny: Lars Brüeggemann Sędziowie liniowi: Roman Gofman |
| Godzina: 19:45 | 8 min.                                                                                             |                 | 8 min.                                    | Widzów: 5 881 Sędzia główny: Lars Brüeggemann Sędziowie liniowi: Roman Gofman |

| 15 maja 2014 | Kanada | 6:1 | Dania | Czyżouka Arena, Mińsk |

| Szczegóły      | Szczegóły | Szczegóły       | Szczegóły            | Szczegóły                                                                     |
| -------------- | --- | --------------- | -------------------- | ----------------------------------------------------------------------------- |
| Godzina: 15:45 | C. Hodgson (EQ) 05:24 C. Hodgson (EQ) 25:03 M. Read (EQ) 41:15 M. Read (SH) 43:08 J. Huberdeau (EQ) 48:35 C. Hodgson (PP) 50:24 | (1:1, 1:0, 4:0) | 09:06 (EQ) N. Jensen | Widzów: 7 085 Sędzia główny: Igor Dremelj Sędziowie liniowi: Vladimír Šindler |
| Godzina: 15:45 | 8 min. |                 | 8 min.               | Widzów: 7 085 Sędzia główny: Igor Dremelj Sędziowie liniowi: Vladimír Šindler |

| 15 maja 2014 | Szwecja | 2:1 | Francja | Czyżouka Arena, Mińsk |

| Szczegóły      | Szczegóły                                    | Szczegóły       | Szczegóły              | Szczegóły                                                                      |
| -------------- | -------------------------------------------- | --------------- | ---------------------- | ------------------------------------------------------------------------------ |
| Godzina: 19:45 | J. Lundqvist 35:32 (EQ) O. Möller 35:49 (EQ) | (0:0, 2:0, 0:1) | 44:52 (EQ) S. Da Costa | Widzów: 7 045 Sędzia główny: Antonín Jeřábek Sędziowie liniowi: Aleksi Rantala |
| Godzina: 19:45 | 8 min.                                       |                 | 20 min.                | Widzów: 7 045 Sędzia główny: Antonín Jeřábek Sędziowie liniowi: Aleksi Rantala |

| 16 maja 2014 | Kanada | 6:1 | Włochy | Czyżouka Arena, Mińsk |

| Szczegóły      | Szczegóły                                                                                                 | Szczegóły       | Szczegóły              | Szczegóły                                                                      |
| -------------- | --- | --------------- | ---------------------- | ------------------------------------------------------------------------------ |
| Godzina: 15:45 | J. Ward (EQ) 13:07 C. Hodgson (PP) 21:39 J. Chimera (EQ) 26:02 K. Turiss (SH) 29:19 C. Hodgson (EQ) 36:15 | (1:0, 4:0, 1:1) | 41:12 (EQ) D. Borrelli | Widzów: 5 772 Sędzia główny: Roman Gofman Sędziowie liniowi: Daniel Piechaczek |
| Godzina: 15:45 | 14 min.                                                                                                   |                 | 33 min.                | Widzów: 5 772 Sędzia główny: Roman Gofman Sędziowie liniowi: Daniel Piechaczek |

| 16 maja 2014 | Szwecja | 3:1 | Słowacja | Czyżouka Arena, Mińsk |

| Szczegóły      | Szczegóły                                                         | Szczegóły       | Szczegóły              | Szczegóły                                                                  |
| -------------- | ----------------------------------------------------------------- | --------------- | ---------------------- | -------------------------------------------------------------------------- |
| Godzina: 19:45 | G. Nyquist (PP) 10:05 M. Backlund (PP) 19:49 M. Nygren (EQ) 41:58 | (2:0, 0:1, 1:0) | 29:12 (EQ) M. Marinčin | Widzów: 7 563 Sędzia główny: Jyri Rönn Sędziowie liniowi: Vladimír Šindler |
| Godzina: 19:45 | 8 min.                                                            |                 | 8 min.                 | Widzów: 7 563 Sędzia główny: Jyri Rönn Sędziowie liniowi: Vladimír Šindler |

| 17 maja 2014 | Francja | 5:4 pk. | Norwegia | Czyżouka Arena, Mińsk |

| Szczegóły      | Szczegóły | Szczegóły                 | Szczegóły                                                                      | Szczegóły                                                                           |
| -------------- | --- | ------------------------- | ------------------------------------------------------------------------------ | ----------------------------------------------------------------------------------- |
| Godzina: 11:45 | A. Roussel (EQ) 37:25 Y. Treille (EQ) 37:51 A. Roussel (EQ) 38:16 P.-É. Bellemare (EQ) 42:37 S. Da Costa (PS) 65:00 | (0:1, 3:1, 1:2, 0:0, 1:0) | 11:28 (EQ) M. Trygg 21:47 (EQ) M. Ask 41:30 (EQ) D. Sørvik 45:48 (EQ) M. Olimb | Widzów: 6 103 Sędzia główny: Konstantin Olenin Sędziowie liniowi: Daniel Piechaczek |
| Godzina: 11:45 | 18 min. |                           | 4 min.                                                                         | Widzów: 6 103 Sędzia główny: Konstantin Olenin Sędziowie liniowi: Daniel Piechaczek |

| 17 maja 2014 | Dania | 4:3 pk. | Czechy | Czyżouka Arena, Mińsk |

| Szczegóły      | Szczegóły                                                                                | Szczegóły                 | Szczegóły                                                    | Szczegóły                                                                 |
| -------------- | ---------------------------------------------------------------------------------------- | ------------------------- | ------------------------------------------------------------ | ------------------------------------------------------------------------- |
| Godzina: 15:45 | S. Lassen (EQ) 09:56 J. Jensen (PP) 55:31 P. Bjorkstrand (EQ) 59:07 M. Bødker (PS) 65:00 | (1:2, 0:0, 2:1, 0:0, 1:0) | 04:26 (PP) J. Klepiš 06:55 (PP) J. Jágr 45:04 (EQ) J. Hudler | Widzów: 6 892 Sędzia główny: Keith Kaval Sędziowie liniowi: Steve Patafie |
| Godzina: 15:45 | 8 min.                                                                                   |                           | 12 min.                                                      | Widzów: 6 892 Sędzia główny: Keith Kaval Sędziowie liniowi: Steve Patafie |

| 17 maja 2014 | Słowacja | 4:1 | Włochy | Czyżouka Arena, Mińsk |

| Szczegóły      | Szczegóły                                                                              | Szczegóły       | Szczegóły           | Szczegóły                                                                      |
| -------------- | -------------------------------------------------------------------------------------- | --------------- | ------------------- | ------------------------------------------------------------------------------ |
| Godzina: 19:45 | M. Ďaloga (EQ) 10:08 M. Viedenský (EQ) 23:05 T. Tatar (EQ) 34:13 M. Miklík (PP2) 48:07 | (1:0, 2:1, 1:0) | 38:26 (EQ) A. Egger | Widzów: 5 929 Sędzia główny: Wiaczesław Bułanow Sędziowie liniowi: Mikael Nord |
| Godzina: 19:45 | 14 min.                                                                                |                 | 10 min.             | Widzów: 5 929 Sędzia główny: Wiaczesław Bułanow Sędziowie liniowi: Mikael Nord |

| 18 maja 2014 | Kanada | 3:2 pd. | Szwecja | Czyżouka Arena, Mińsk |

| Szczegóły      | Szczegóły                                                     | Szczegóły            | Szczegóły                                    | Szczegóły                                                                        |
| -------------- | ------------------------------------------------------------- | -------------------- | -------------------------------------------- | -------------------------------------------------------------------------------- |
| Godzina: 15:45 | B. Schenn (EQ) 23:52 K. Bieksa (PP) 27:46 R. Ellis (EQ) 62:38 | (0:1, 2:1, 0:0, 1:0) | 13:49 (EQ) J. Lindström 21:06 (EQ) L. Klasen | Widzów: 8 453 Sędzia główny: Konstantin Olenin Sędziowie liniowi: Aleksi Rantala |
| Godzina: 15:45 | 10 min.                                                       |                      | 12 min.                                      | Widzów: 8 453 Sędzia główny: Konstantin Olenin Sędziowie liniowi: Aleksi Rantala |

| 18 maja 2014 | Czechy | 1:0 | Norwegia | Czyżouka Arena, Mińsk |

| Szczegóły      | Szczegóły             | Szczegóły       | Szczegóły  | Szczegóły                                                                   |
| -------------- | --------------------- | --------------- | ---------- | --------------------------------------------------------------------------- |
| Godzina: 19:45 | V. Sobotka (EQ) 00:39 | (1:0, 0:0, 0:0) |            | Widzów: 7 902 Sędzia główny: Jyri Rönn Sędziowie liniowi: Marcus Vinnerborg |
| Godzina: 19:45 | 8 min. kar            |                 | 8 min. kar | Widzów: 7 902 Sędzia główny: Jyri Rönn Sędziowie liniowi: Marcus Vinnerborg |

| 19 maja 2014 | Dania | 2:6 | Francja | Czyżouka Arena, Mińsk |

| Szczegóły      | Szczegóły                                   | Szczegóły       | Szczegóły | Szczegóły                                                                       |
| -------------- | ------------------------------------------- | --------------- | --- | ------------------------------------------------------------------------------- |
| Godzina: 15:45 | J. B. Jensen (EQ) 15:09 K. Staal (EQ) 34:41 | (1:2, 1:0, 0:4) | 01:08 (EQ) J. Desrosiers 19:23 (EQ) A. Roussel 49:10 (EQ) P.-É. Bellemare 50:36 (EQ) S. Da Costa 52:52 (EQ) A. Manavian 55:09 (EQ) S. Da Costa | Widzów: 7 450 Sędzia główny: Aleksi Rantala Sędziowie liniowi: Maksim Sidorenko |
| Godzina: 15:45 | 8 min.                                      |                 | 4 min. | Widzów: 7 450 Sędzia główny: Aleksi Rantala Sędziowie liniowi: Maksim Sidorenko |

| 19 maja 2014 | Włochy | 1:5 | Szwecja | Czyżouka Arena, Mińsk |

| Szczegóły      | Szczegóły            | Szczegóły       | Szczegóły | Szczegóły                                                                     |
| -------------- | -------------------- | --------------- | --- | ----------------------------------------------------------------------------- |
| Godzina: 19:45 | M. Gander (EQ) 10:07 | (1:2, 0:2, 0:1) | 00:48 (EQ) G. Nyquist 16:32 (EQ) M. Ekholm 34:24 (PP) G. Nyquist 37:53 (PP) N. Danielsson 55:55 (PP) J. Ericsson | Widzów: 7 878 Sędzia główny: Roman Gofman Sędziowie liniowi: Vladimír Šindler |
| Godzina: 19:45 | 12 min.              |                 | 6 min. | Widzów: 7 878 Sędzia główny: Roman Gofman Sędziowie liniowi: Vladimír Šindler |

| 20 maja 2014 | Norwegia | 2:3 | Kanada | Czyżouka Arena, Mińsk |

| Szczegóły      | Szczegóły                                     | Szczegóły       | Szczegóły                                                     | Szczegóły                                                                          |
| -------------- | --------------------------------------------- | --------------- | ------------------------------------------------------------- | ---------------------------------------------------------------------------------- |
| Godzina: 11:45 | M. Hansen (EQ) 32:16 A. Bastiansen (PP) 13:05 | (1:0, 1:2, 0:1) | 23:36 (PP) J. Ward 36:25 (EQ) M. Scheifele 50:43 (PP) J. Ward | Widzów: 7 487 Sędzia główny: Daniel Piechaczek Sędziowie liniowi: Maksim Sidorenko |
| Godzina: 11:45 | 14 min.                                       |                 | 4 min.                                                        | Widzów: 7 487 Sędzia główny: Daniel Piechaczek Sędziowie liniowi: Maksim Sidorenko |

| 20 maja 2014 | Dania | 3:4 | Słowacja | Czyżouka Arena, Mińsk |

| Szczegóły      | Szczegóły                                                         | Szczegóły       | Szczegóły                                                                             | Szczegóły                                                                     |
| -------------- | ----------------------------------------------------------------- | --------------- | ------------------------------------------------------------------------------------- | ----------------------------------------------------------------------------- |
| Godzina: 15:45 | M. Boedker (PP) 21:11 M. Green (PP) 52:53 J. B. Jensen (EQ) 54:25 | (0:1, 1:0, 2:3) | 14:41 (EQ) T. Tatar 41:31 (PP2) M. Miklík 53:53 (PP) M. Viedenský 54:17 (EQ) T. Tatar | Widzów: 7 251 Sędzia główny: Keith Kaval Sędziowie liniowi: Konstantin Olenin |
| Godzina: 15:45 | 20 min.                                                           |                 | 20 min.                                                                               | Widzów: 7 251 Sędzia główny: Keith Kaval Sędziowie liniowi: Konstantin Olenin |

| 20 maja 2014 | Czechy | 5:4 pd. | Francja | Czyżouka Arena, Mińsk |

| Szczegóły      | Szczegóły                                                                                              | Szczegóły            | Szczegóły                                                                                     | Szczegóły                                                                 |
| -------------- | --- | -------------------- | --------------------------------------------------------------------------------------------- | ------------------------------------------------------------------------- |
| Godzina: 19:45 | V. Sobotka (EQ) 19:18 J. Sekáč (EQ) 24:30 J. Jágr (EQ) 31:29 M. Zaťovič (EQ) 32:42 J. Kolář (EQ) 62:19 | (1:3, 3:0, 0:1, 1:0) | 06:48 (EQ) J. Desrosiers 17:48 (PP) J. Desrosiers 18:22 (EQ) L. Meunier 42:36 (PP) A. Roussel | Widzów: 8 214 Sędzia główny: Igor Dremelj Sędziowie liniowi: Roman Gofman |
| Godzina: 19:45 | 14 min.                                                                                                |                      | 10 min.                                                                                       | Widzów: 8 214 Sędzia główny: Igor Dremelj Sędziowie liniowi: Roman Gofman |

### Grupa B
Tabela
| Lp. | Zespół            | M | Z | Zd | Pd | P | G+ | G- | +/− | Pkt |
| --- | ----------------- | - | - | -- | -- | - | -- | -- | --- | --- |
| 1   | Rosja             | 7 | 7 | 0  | 0  | 0 | 31 | 7  | +24 | 21  |
| 2   | Stany Zjednoczone | 7 | 4 | 1  | 0  | 2 | 26 | 23 | +3  | 14  |
| 3   | Białoruś          | 7 | 4 | 0  | 0  | 3 | 18 | 17 | -1  | 12  |
| 4   | Finlandia         | 7 | 3 | 1  | 0  | 3 | 18 | 15 | +3  | 11  |
| 5   | Szwajcaria        | 7 | 3 | 0  | 0  | 4 | 19 | 20 | -1  | 10  |
| 6   | Łotwa             | 7 | 3 | 0  | 0  | 4 | 20 | 24 | -4  | 9   |
| 7   | Niemcy            | 7 | 1 | 1  | 0  | 5 | 13 | 23 | -10 | 5   |
| 8   | Kazachstan        | 7 | 0 | 0  | 2  | 5 | 15 | 32 | -18 | 2   |

    = awans do ćwierćfinałów     = utrzymanie w elicie     = spadek do dywizji I grupy A
| 9 maja 2014 | Szwajcaria | 0:5 | Rosja | Mińsk Arena, Mińsk |

| Szczegóły      | Szczegóły | Szczegóły       | Szczegóły | Szczegóły                                                                         |
| -------------- | --------- | --------------- | --- | --------------------------------------------------------------------------------- |
| Godzina: 15:45 |           | (0:3, 0:1, 0:1) | 00:13 (EQ) S. Płotnikow 06:34 (PP) A. Owieczkin 17:15 (EQ) W. Szypaczow 29:06 (EQ) A. Biełow 58:25 (EQ) D. Zaripow | Widzów: 13 300 Sędzia główny: Lars Brüeggemann Sędziowie liniowi: Antonín Jeřábek |
| Godzina: 15:45 | 10 min.   |                 | 8 min. | Widzów: 13 300 Sędzia główny: Lars Brüeggemann Sędziowie liniowi: Antonín Jeřábek |

| 9 maja 2014 | Białoruś | 1:6 | Stany Zjednoczone | Mińsk Arena, Mińsk |

| Szczegóły      | Szczegóły               | Szczegóły       | Szczegóły | Szczegóły                                                                      |
| -------------- | ----------------------- | --------------- | --- | ------------------------------------------------------------------------------ |
| Godzina: 19:45 | A. Stiepanow (PP) 39:54 | (0:1, 1:3, 0:2) | 12:22 (PP) B. Nelson 34:59 (EQ) J. Trouba 35:55 (EQ) J. Gaudreu 37:42 (EQ) C. McDonald 54:58 (PP) J. Trouba 56:57 (PP) J. Gardiner | Widzów: 13 600 Sędzia główny: Martin Frano Sędziowie liniowi: Vladimír Šindler |
| Godzina: 19:45 | 14 min.                 |                 | 6 min. | Widzów: 13 600 Sędzia główny: Martin Frano Sędziowie liniowi: Vladimír Šindler |

| 10 maja 2014 | Kazachstan | 1:2 pk. | Niemcy | Mińsk Arena, Mińsk |

| Szczegóły      | Szczegóły              | Szczegóły                 | Szczegóły                                       | Szczegóły                                                                        |
| -------------- | ---------------------- | ------------------------- | ----------------------------------------------- | -------------------------------------------------------------------------------- |
| Godzina: 11:45 | A. Gawrilin (EQ) 10:08 | (1:1, 0:0, 0:0, 0:0, 0:1) | 18:49 (EQ) M. Plachta 65:00 (PS) T. Oppenheimer | Widzów: 12 880 Sędzia główny: Aleksi Rantala Sędziowie liniowi: Vladimír Šindler |
| Godzina: 11:45 | 20 min.                |                           | 4 min.                                          | Widzów: 12 880 Sędzia główny: Aleksi Rantala Sędziowie liniowi: Vladimír Šindler |

| 10 maja 2014 | Finlandia | 2:3 | Łotwa | Mińsk Arena, Mińsk |

| Szczegóły      | Szczegóły                                     | Szczegóły       | Szczegóły                                                          | Szczegóły                                                                     |
| -------------- | --------------------------------------------- | --------------- | ------------------------------------------------------------------ | ----------------------------------------------------------------------------- |
| Godzina: 15:45 | M. Salomäki (EQ) 04:30 P. Kontiola (PP) 31:42 | (1:1, 1:0, 0:2) | 06:18 (EQ) K. Daugaviņš 47:48 (PP) K. Sotnieks 52:22 (PP) A. Kulda | Widzów: 11 700 Sędzia główny: Igor Dremelj Sędziowie liniowi: Antonín Jeřábek |
| Godzina: 15:45 | 18 min.                                       |                 | 12 min.                                                            | Widzów: 11 700 Sędzia główny: Igor Dremelj Sędziowie liniowi: Antonín Jeřábek |

| 10 maja 2014 | Stany Zjednoczone | 3:2 | Szwajcaria | Mińsk Arena, Mińsk |

| Szczegóły      | Szczegóły                                                       | Szczegóły       | Szczegóły                                       | Szczegóły                                                               |
| -------------- | --------------------------------------------------------------- | --------------- | ----------------------------------------------- | ----------------------------------------------------------------------- |
| Godzina: 19:45 | P. Mueller (EQ) 26:15 C. Smith (PP) 41:28 T. Johnson (EQ) 53:15 | (0:0, 1:2, 2:0) | 21:28 (EQ) D. Hollenstein 29:39 (EQ) D. Brunner | Widzów: 11 000 Sędzia główny: Roman Gofman Sędziowie liniowi: Jyri Rönn |
| Godzina: 19:45 | 12 min.                                                         |                 | 12 min.                                         | Widzów: 11 000 Sędzia główny: Roman Gofman Sędziowie liniowi: Jyri Rönn |

| 11 maja 2014 | Niemcy | 3:2 | Łotwa | Mińsk Arena, Mińsk |

| Szczegóły      | Szczegóły                                                           | Szczegóły       | Szczegóły                                  | Szczegóły                                                                |
| -------------- | ------------------------------------------------------------------- | --------------- | ------------------------------------------ | ------------------------------------------------------------------------ |
| Godzina: 12:45 | M. Noebels (EQ) 12:15 F. Mauer (PP) 20:30 T. Oppenheimer (PS) 55:26 | (1:1, 1:1, 1:0) | 18:35 (PP) G. Pujacs 27:15 (EQ) M. Rēdlihs | Widzów: 11 200 Sędzia główny: Steve Patafie Sędziowie liniowi: Jyri Rönn |
| Godzina: 12:45 | 4 min.                                                              |                 | 6 min.                                     | Widzów: 11 200 Sędzia główny: Steve Patafie Sędziowie liniowi: Jyri Rönn |

| 11 maja 2014 | Białoruś | 3:1 | Kazachstan | Mińsk Arena, Mińsk |

| Szczegóły      | Szczegóły                                                               | Szczegóły      | Szczegóły              | Szczegóły                                                                     |
| -------------- | ----------------------------------------------------------------------- | -------------- | ---------------------- | ----------------------------------------------------------------------------- |
| Godzina: 16:30 | A. Stiepanow (PP) 22:46 M. Stasienko (EQ) 30:08 R. Sawczenka (SH) 41:25 | (0:1, 2:0,1:0) | 04:12 (EQ) A. Gawrilin | Widzów: 13 734 Sędzia główny: Lars Brüeggemann Sędziowie liniowi: Keith Kaval |
| Godzina: 16:30 | 12 min.                                                                 |                | 14 min.                | Widzów: 13 734 Sędzia główny: Lars Brüeggemann Sędziowie liniowi: Keith Kaval |

| 11 maja 2014 | Finlandia | 2:4 | Rosja | Mińsk Arena, Mińsk |

| Szczegóły      | Szczegóły                                      | Szczegóły       | Szczegóły                                                                                  | Szczegóły                                                                      |
| -------------- | ---------------------------------------------- | --------------- | ------------------------------------------------------------------------------------------ | ------------------------------------------------------------------------------ |
| Godzina: 20:00 | J. Hietanen (PP) 09:13 J. Karalahti (PP) 39:08 | (1:2, 1:2, 0:0) | 01:39 (EQ) W. Tichonow 04:38 (PP) A. Owieczkin 22:42 (SH) N. Kulomin 34:40 (EQ) S. Kalinin | Widzów: 13 934 Sędzia główny: Mikael Nord Sędziowie liniowi: Marcus Vinnerborg |
| Godzina: 20:00 | 22 min. kar                                    |                 | 14 min. kar                                                                                | Widzów: 13 934 Sędzia główny: Mikael Nord Sędziowie liniowi: Marcus Vinnerborg |

| 12 maja 2014 | Szwajcaria | 3:4 | Białoruś | Mińsk Arena, Mińsk |

| Szczegóły      | Szczegóły                                                          | Szczegóły       | Szczegóły                                                                                | Szczegóły                                                                       |
| -------------- | ------------------------------------------------------------------ | --------------- | ---------------------------------------------------------------------------------------- | ------------------------------------------------------------------------------- |
| Godzina: 15:45 | Y. Weber (PP) 06:13 R. Schappi (SH) 17:41 É. Froidevaux (EQ) 43:59 | (2:1, 0:1, 1:2) | 05:32 (SH) A. Kascicyn 23:02 (EQ) A. Staś 49:49 (EQ) A. Kascicyn 57:54 (EQ) M. Hrabouski | Widzów: 13 207 Sędzia główny: Martin Fraňo Sędziowie liniowi: Daniel Piechaczek |
| Godzina: 15:45 | 10 min.                                                            |                 | 6 min.                                                                                   | Widzów: 13 207 Sędzia główny: Martin Fraňo Sędziowie liniowi: Daniel Piechaczek |

| 12 maja 2014 | Rosja | 6:1 | Stany Zjednoczone | Mińsk Arena, Mińsk |

| Szczegóły      | Szczegóły | Szczegóły       | Szczegóły                | Szczegóły                                                                         |
| -------------- | --- | --------------- | ------------------------ | --------------------------------------------------------------------------------- |
| Godzina: 19:45 | N. Kulomin (EQ) 06:06 A. Owieczkin (PS) 18:47 W. Tichonow (EQ) 20:20 J. Kuzniecow (EQ) 29:07 S. Płotnikow (EQ) 31:07 W. Tichonow (EQ) 39:14 | (2:0, 4:1, 0:0) | 20:57 (EQ) J. Abdekalder | Widzów: 14 124 Sędzia główny: Antonín Jeřábek Sędziowie liniowi: Vladimír Šindler |
| Godzina: 19:45 | 16 min. |                 | 12 min.                  | Widzów: 14 124 Sędzia główny: Antonín Jeřábek Sędziowie liniowi: Vladimír Šindler |

| 13 maja 2014 | Niemcy | 0:4 | Finlandia | Mińsk Arena, Mińsk |

| Szczegóły      | Szczegóły | Szczegóły       | Szczegóły                                                                               | Szczegóły                                                                       |
| -------------- | --------- | --------------- | --------------------------------------------------------------------------------------- | ------------------------------------------------------------------------------- |
| Godzina: 15:45 |           | (0:2, 0:2, 0:0) | 09:33 (EQ) P. Kontiola 14:16 (EQ) J. Immonen 31:54 (EQ) O. Palola 32:24 (EQ) L. Komarov | Widzów: 10 959 Sędzia główny: Martin Fraňo Sędziowie liniowi: Konstantin Olenin |
| Godzina: 15:45 | 8 min.    |                 | 6 min.                                                                                  | Widzów: 10 959 Sędzia główny: Martin Fraňo Sędziowie liniowi: Konstantin Olenin |

| 13 maja 2014 | Kazachstan | 4:5 | Łotwa | Mińsk Arena, Mińsk |

| Szczegóły      | Szczegóły                                                                                  | Szczegóły       | Szczegóły                                                                                               | Szczegóły                                                                       |
| -------------- | ------------------------------------------------------------------------------------------ | --------------- | --- | ------------------------------------------------------------------------------- |
| Godzina: 19:45 | T. Żajłauow (EQ) 04:43 J. Rymariew (EQ) 19:45 N. Antropow (PP) 39:11 J. Błochin (PP) 39:55 | (2:1, 2:3, 0:1) | 01:15 (EQ) M. Indrašis 23:41 (EQ) A. Kulda 29:51 (PP) A. Kulda 34:07 (EQ) M.Rēdlihs 43:22 (EQ) J. Štāls | Widzów: 10 870 Sędzia główny: Igor Dremelj Sędziowie liniowi: Marcus Vinnerborg |
| Godzina: 19:45 | 8 min. kar                                                                                 |                 | 18 min. kar                                                                                             | Widzów: 10 870 Sędzia główny: Igor Dremelj Sędziowie liniowi: Marcus Vinnerborg |

| 14 maja 2014 | Szwajcaria | 3:2 | Niemcy | Mińsk Arena, Mińsk |

| Szczegóły      | Szczegóły                                                          | Szczegóły       | Szczegóły                                           | Szczegóły                                                                     |
| -------------- | ------------------------------------------------------------------ | --------------- | --------------------------------------------------- | ----------------------------------------------------------------------------- |
| Godzina: 15:45 | D. Brunner (PP) 12:17 D. Hollenstein (EQ) 32:13 K. Romy (EQ) 36:27 | (1:1, 2:1, 0:0) | 13:57 (EQ) T. Oppenheimer 38:52 (EQ) T. Oppenheimer | Widzów: 11 628 Sędzia główny: Steve Patafie Sędziowie liniowi: Aleksi Rantala |
| Godzina: 15:45 | 6 min.                                                             |                 | 6 min.                                              | Widzów: 11 628 Sędzia główny: Steve Patafie Sędziowie liniowi: Aleksi Rantala |

| 14 maja 2014 | Rosja | 7:2 | Kazachstan | Mińsk Arena, Mińsk |

| Szczegóły      | Szczegóły | Szczegóły       | Szczegóły                                      | Szczegóły                                                                    |
| -------------- | --- | --------------- | ---------------------------------------------- | ---------------------------------------------------------------------------- |
| Godzina: 19:45 | S. Płotnikow (PP) 14:24 J. Jakowlew (PP) 22:07 D. Zaripow (PP) 23:26 N. Kulomin (EQ) 31:14 W. Tichonow (EQ) 41:05 S. Płotnikow (PP) 59:19 A. Burmistrow (EQ) 59:54 | (1:0, 3:0, 3:2) | 49:31 (EQ) M. Pańszyn 53:33 (EQ) A. Spiridonow | Widzów: 12 299 Sędzia główny: Daniel Piechaczek Sędziowie liniowi: Jyri Rönn |
| Godzina: 19:45 | 4 min. |                 | 12 min.                                        | Widzów: 12 299 Sędzia główny: Daniel Piechaczek Sędziowie liniowi: Jyri Rönn |

| 15 maja 2014 | Stany Zjednoczone | 5:6 | Łotwa | Mińsk Arena, Mińsk |

| Szczegóły      | Szczegóły                                                                                               | Szczegóły       | Szczegóły | Szczegóły                                                                             |
| -------------- | --- | --------------- | --- | ------------------------------------------------------------------------------------- |
| Godzina: 15:45 | C. Smith (EQ) 16:39 B. Nelson (PP) 28:57 T. Johnson (EQ) 31:00 S. Jones (EQ) 53:26 B. Nelson (EQ) 58:30 | (1:2, 2:1, 2:3) | 15:39 (EQ) G. Meija 18:57 (EQ) M. Rēdlihs 28:08 (PP) A. Ņiživijs 51:25 (EQ) K. Daugaviņš 54:35 (EQ) Z. Girgensons 57:39 (EQ) H. Vasiļjevs | Widzów: 11 814 Sędzia główny: Wiaczesław Bułanow Sędziowie liniowi: Konstantin Olenin |
| Godzina: 15:45 | 20 min.                                                                                                 |                 | 16 min. | Widzów: 11 814 Sędzia główny: Wiaczesław Bułanow Sędziowie liniowi: Konstantin Olenin |

| 15 maja 2014 | Finlandia | 2:0 | Białoruś | Mińsk Arena, Mińsk |

| Szczegóły      | Szczegóły                                         | Szczegóły       | Szczegóły | Szczegóły                                                                     |
| -------------- | ------------------------------------------------- | --------------- | --------- | ----------------------------------------------------------------------------- |
| Godzina: 19:45 | P. Kontiola (EQ) 16:30 P. Kontiola (PP, EN) 59:44 | (1:0, 0:0, 1:0) |           | Widzów: 14 447 Sędzia główny: Lars Brüeggemann Sędziowie liniowi: Keith Kaval |
| Godzina: 19:45 | 12 min.                                           |                 | 8 min.    | Widzów: 14 447 Sędzia główny: Lars Brüeggemann Sędziowie liniowi: Keith Kaval |

| 16 maja 2014 | Stany Zjednoczone | 4:3 pd. | Kazachstan | Mińsk Arena, Mińsk |

| Szczegóły      | Szczegóły                                                                         | Szczegóły            | Szczegóły                                                               | Szczegóły                                                                     |
| -------------- | --------------------------------------------------------------------------------- | -------------------- | ----------------------------------------------------------------------- | ----------------------------------------------------------------------------- |
| Godzina: 15:45 | C. Smith (PP) 18:38 S. Jones (PP) 23:44 M. Donovan (EQ) 35:02 S. Jones (EQ) 61:05 | (1:1, 2:1, 0:1, 1:0) | 14:23 (PP) R. Starczenko 21:21 (EQ) K. Romanow 53:10 (EQ) R. Starczenko | Widzów: 10 779 Sędzia główny: Mikael Nord Sędziowie liniowi: Maksim Sidorenko |
| Godzina: 15:45 | 8 min.                                                                            |                      | 14 min.                                                                 | Widzów: 10 779 Sędzia główny: Mikael Nord Sędziowie liniowi: Maksim Sidorenko |

| 16 maja 2014 | Finlandia | 3:2 pk. | Szwajcaria | Mińsk Arena, Mińsk |

| Szczegóły      | Szczegóły                                                           | Szczegóły                | Szczegóły                             | Szczegóły                                                                     |
| -------------- | ------------------------------------------------------------------- | ------------------------ | ------------------------------------- | ----------------------------------------------------------------------------- |
| Godzina: 19:45 | T. Kivistö (EQ) 05:14 O. Jokinen (EQ) 32:26 I. Pakarinen 65:00 (PS) | (1:0, 1:0, 0:2,0:0, 1:0) | 41:47 (EQ) R. Suri 56:35 (EQ) R. Josi | Widzów: 12 630 Sędzia główny: Martin Fraňo Sędziowie liniowi: Antonín Jeřábek |
| Godzina: 19:45 | 2 min.                                                              |                          | 4 min.                                | Widzów: 12 630 Sędzia główny: Martin Fraňo Sędziowie liniowi: Antonín Jeřábek |

| 17 maja 2014 | Łotwa | 1:4 | Rosja | Mińsk Arena, Mińsk |

| Szczegóły      | Szczegóły              | Szczegóły       | Szczegóły                                                                                  | Szczegóły                                                                        |
| -------------- | ---------------------- | --------------- | ------------------------------------------------------------------------------------------ | -------------------------------------------------------------------------------- |
| Godzina: 11:45 | M. Indrašis (EQ) 07:30 | (1:3, 0:1, 0:0) | 10:55 (EQ) W. Tichonow 15:23 (EQ) S. Szyrokow 18:21 (PP) W. Tichonow 28:04 (EQ) S. Kalinin | Widzów: 14 427 Sędzia główny: Lars Brüeggemann Sędziowie liniowi: Aleksi Rantala |
| Godzina: 11:45 | 33 min.                |                 | 6 min.                                                                                     | Widzów: 14 427 Sędzia główny: Lars Brüeggemann Sędziowie liniowi: Aleksi Rantala |

| 17 maja 2014 | Białoruś | 5:2 | Niemcy | Mińsk Arena, Mińsk |

| Szczegóły      | Szczegóły | Szczegóły       | Szczegóły                                 | Szczegóły                                                                       |
| -------------- | --- | --------------- | ----------------------------------------- | ------------------------------------------------------------------------------- |
| Godzina: 15:45 | A. Stiepanow (PP) 15:27 A. Ugarow (EQ) 34:23 M. Hrabouski (EQ) 42:55 G. Platt (EQ) 44:05 M. Hrabouski (EQ) 49:54 | (1:2, 1:0, 3:0) | 08:04 (EQ) K. Hospelt 15:53 (EQ) A. Barta | Widzów: 14 478 Sędzia główny: Roman Gofman Sędziowie liniowi: Marcus Vinnerborg |
| Godzina: 15:45 | 29 min. |                 | 2 min.                                    | Widzów: 14 478 Sędzia główny: Roman Gofman Sędziowie liniowi: Marcus Vinnerborg |

| 17 maja 2014 | Szwajcaria | 6:2 | Kazachstan | Mińsk Arena, Mińsk |

| Szczegóły      | Szczegóły | Szczegóły       | Szczegóły                                            | Szczegóły                                                                  |
| -------------- | --- | --------------- | ---------------------------------------------------- | -------------------------------------------------------------------------- |
| Godzina: 19:45 | D. Kukan (SH) 09:44 D. Hollenstein (PP) 14:06 Y. Weber (PP) 27:22 A. Ambühl (PP) 37:33 L. Cunti (PP) 43:16 E. Blum (EQ) 46:05 | (2:0, 2:0, 2:2) | 50:22 (PP) W. Krasnosłobodcew 59:32 (PP) J. Rymariew | Widzów: 11 739 Sędzia główny: Igor Dremelj Sędziowie liniowi: Martin Fraňo |
| Godzina: 19:45 | 12 min. |                 | 45 min.                                              | Widzów: 11 739 Sędzia główny: Igor Dremelj Sędziowie liniowi: Martin Fraňo |

| 18 maja 2014 | Stany Zjednoczone | 3:1 | Finlandia | Mińsk Arena, Mińsk |

| Szczegóły      | Szczegóły                                                        | Szczegóły       | Szczegóły             | Szczegóły                                                                            |
| -------------- | ---------------------------------------------------------------- | --------------- | --------------------- | ------------------------------------------------------------------------------------ |
| Godzina: 15:45 | B. Nelson (EQ) 00:19 T. Johnson (EQ) 46:42 T. Johnson (EQ) 59:14 | (1:0, 0:0, 2:1) | 56:46 (EQ) T. Mäntylä | Widzów: 13 030 Sędzia główny: Lars Brüeggemann Sędziowie liniowi: Wiaczesław Bułanow |
| Godzina: 15:45 | 10 min.                                                          |                 | 8 min.                | Widzów: 13 030 Sędzia główny: Lars Brüeggemann Sędziowie liniowi: Wiaczesław Bułanow |

| 18 maja 2014 | Rosja | 3:0 | Niemcy | Mińsk Arena, Mińsk |

| Szczegóły      | Szczegóły                                                             | Szczegóły       | Szczegóły   | Szczegóły                                                                      |
| -------------- | --------------------------------------------------------------------- | --------------- | ----------- | ------------------------------------------------------------------------------ |
| Godzina: 19:45 | W. Szypaczow (PP) 43:58 S. Szyrokow (EQ) 50:10 W. Tichonow (EN) 59:15 | (0:0, 0:0, 3:0) |             | Widzów: 14 021 Sędzia główny: Igor Dremelj Sędziowie liniowi: Vladimír Šindler |
| Godzina: 19:45 | 8 min. kar                                                            |                 | 12 min. kar | Widzów: 14 021 Sędzia główny: Igor Dremelj Sędziowie liniowi: Vladimír Šindler |

| 19 maja 2014 | Kazachstan | 3:4 | Finlandia | Mińsk Arena, Mińsk |

| Szczegóły      | Szczegóły                                                             | Szczegóły       | Szczegóły                                                                              | Szczegóły                                                                  |
| -------------- | --------------------------------------------------------------------- | --------------- | -------------------------------------------------------------------------------------- | -------------------------------------------------------------------------- |
| Godzina: 15:45 | J. Rymariew (EQ) 14:32 F. Poliszczuk (PP) 15:51 K. Romanow (PP) 59:31 | (2:2, 0:2, 1:0) | 07:53 (PP) O. Palola 19:18 (EQ) J. Lehterä 27:24 (PP) O. Jokinen 39:58 (EQ) J. Immonen | Widzów: 12 119 Sędzia główny: Mikael Nord Sędziowie liniowi: Steve Patafie |
| Godzina: 15:45 | 8 min.                                                                |                 | 14 min.                                                                                | Widzów: 12 119 Sędzia główny: Mikael Nord Sędziowie liniowi: Steve Patafie |

| 19 maja 2014 | Łotwa | 1:3 | Białoruś | Mińsk Arena, Mińsk |

| Szczegóły      | Szczegóły            | Szczegóły       | Szczegóły                                                          | Szczegóły                                                                    |
| -------------- | -------------------- | --------------- | ------------------------------------------------------------------ | ---------------------------------------------------------------------------- |
| Godzina: 19:45 | A. Kulda (PP2) 33:49 | (0:2, 1:0, 0:1) | 08:07 (EQ) G. Platt 08:40 (PP) M. Hrabouski 59:59 (EN) S. Kascicyn | Widzów: 14 531 Sędzia główny: Antonín Jeřábek Sędziowie liniowi: Keith Kaval |
| Godzina: 19:45 | 44 min.              |                 | 18 min.                                                            | Widzów: 14 531 Sędzia główny: Antonín Jeřábek Sędziowie liniowi: Keith Kaval |

| 20 maja 2014 | Niemcy | 4:5 | Stany Zjednoczone | Mińsk Arena, Mińsk |

| Szczegóły      | Szczegóły                                                                              | Szczegóły       | Szczegóły | Szczegóły                                                                       |
| -------------- | -------------------------------------------------------------------------------------- | --------------- | --- | ------------------------------------------------------------------------------- |
| Godzina: 11:45 | A. Weiss (EQ) 23:32 K. Hospelt (PP) 30:29 L. Draisaitl (EQ) 35:13 T. Rieder (PP) 58:03 | (0:0, 3:3, 1:2) | 21:44 (EQ) J. Abdekalder 27:18 (SH) D. Shore 32:53 (PP) M. Donovan 42:24 (PP) J. Gaudreau 55:44 (EQ) J. Abdekalder | Widzów: 11 845 Sędzia główny: Wiaczesła Bułanow Sędziowie liniowi: Martin Fraňo |
| Godzina: 11:45 | 8 min.                                                                                 |                 | 14 min. | Widzów: 11 845 Sędzia główny: Wiaczesła Bułanow Sędziowie liniowi: Martin Fraňo |

| 20 maja 2014 | Łotwa | 2:3 | Szwajcaria | Mińsk Arena, Mińsk |

| Szczegóły      | Szczegóły                                   | Szczegóły      | Szczegóły                                                        | Szczegóły                                                                    |
| -------------- | ------------------------------------------- | -------------- | ---------------------------------------------------------------- | ---------------------------------------------------------------------------- |
| Godzina: 15:45 | K. Jass (EQ) 21:52 Z. Girgensons (EN) 57:37 | (0:2, 1:1 1:0) | 08:39 (EQ) D. Brunner 10:49 (EQ) D. Schlumpf 20:27 (EQ) Y. Weber | Widzów: 12 868 Sędzia główny: Jyri Rönn Sędziowie liniowi: Marcus Vinnerborg |
| Godzina: 15:45 | 8 min.                                      |                | 12 min.                                                          | Widzów: 12 868 Sędzia główny: Jyri Rönn Sędziowie liniowi: Marcus Vinnerborg |

| 20 maja 2014 | Rosja | 2:1 | Białoruś | Mińsk Arena, Mińsk |

| Szczegóły      | Szczegóły                                       | Szczegóły       | Szczegóły               | Szczegóły                                                                  |
| -------------- | ----------------------------------------------- | --------------- | ----------------------- | -------------------------------------------------------------------------- |
| Godzina: 19:45 | S. Płotnikow (PP) 34:26 W. Szypaczow (EQ) 35:47 | (0:0, 2:0, 0:1) | 45:49 (EQ) U. Dzianisau | Widzów: 14 679 Sędzia główny: Mikael Nord Sędziowie liniowi: Steve Patafie |
| Godzina: 19:45 | 10 min.                                         |                 | 8 min.                  | Widzów: 14 679 Sędzia główny: Mikael Nord Sędziowie liniowi: Steve Patafie |

## Faza pucharowa
|  |                      |                   |                      |                      |   |           |                      |                      |                      |                      |                   |       |       |
|  | Ćwierćfinały         | Ćwierćfinały      | Ćwierćfinały         |                      |   | Półfinały | Półfinały            | Półfinały            |                      |                      | Finał             | Finał | Finał |
|  | Ćwierćfinały         | Ćwierćfinały      | Ćwierćfinały         |                      |   | Półfinały | Półfinały            | Półfinały            |                      |                      | Finał             | Finał | Finał |
|  | 22 maja 2014 - Mińsk |                   |                      |                      |   |           |                      |                      |                      |                      |                   |       |       |
|  |                      |                   |                      |                      |   |           |                      |                      |                      |                      |                   |       |       |
|  | Stany Zjednoczone    | Stany Zjednoczone | 3                    |                      |   |           |                      |                      |                      |                      |                   |       |       |
|  | Stany Zjednoczone    | Stany Zjednoczone | 3                    | 24 maja 2014 – Mińsk |   |           |                      |                      |                      |                      |                   |       |       |
|  | Czechy               | Czechy            | 4                    |                      |   |           |                      |                      |                      |                      |                   |       |       |
|  | Czechy               | Czechy            | 4                    |                      |   | Czechy    | Czechy               | 0                    |                      |                      |                   |       |       |
|  | 22 maja 2014 – Mińsk |                   |                      |                      |   | Czechy    | Czechy               | 0                    |                      |                      |                   |       |       |
|  |                      |                   | Finlandia            | Finlandia            | 3 |           |                      |                      |                      |                      |                   |       |       |
|  | Kanada               | Kanada            | Finlandia            | Finlandia            | 3 | 2         |                      |                      |                      |                      |                   |       |       |
|  | Kanada               | Kanada            |                      |                      |   | 2         | 25 maja 2014 – Mińsk |                      |                      |                      |                   |       |       |
|  | Finlandia            | Finlandia         | 3                    |                      |   |           |                      |                      |                      |                      |                   |       |       |
|  | Finlandia            | Finlandia         | 3                    |                      |   | Finlandia | Finlandia            | 2                    |                      |                      |                   |       |       |
|  | 22 maja 2014 – Mińsk |                   |                      |                      |   | Finlandia | Finlandia            | 2                    |                      |                      |                   |       |       |
|  |                      |                   | Rosja                | Rosja                | 5 |           |                      |                      |                      |                      |                   |       |       |
|  | Rosja                | Rosja             | Rosja                | Rosja                | 5 | 3         |                      |                      |                      |                      |                   |       |       |
|  | Rosja                | Rosja             | 24 maja 2014 – Mińsk |                      |   | 3         |                      |                      |                      |                      |                   |       |       |
|  | Francja              | Francja           | 0                    |                      |   |           |                      |                      |                      |                      |                   |       |       |
|  | Francja              | Francja           | 0                    |                      |   | Rosja     | Rosja                | 3                    | Mecz o 3. miejsce    | Mecz o 3. miejsce    | Mecz o 3. miejsce |       |       |
|  | 22 maja 2014 – Mińsk |                   |                      |                      |   | Rosja     | Rosja                | 3                    | Mecz o 3. miejsce    | Mecz o 3. miejsce    | Mecz o 3. miejsce |       |       |
|  |                      |                   | Szwecja              | Szwecja              | 1 |           |                      | 25 maja 2014 – Mińsk | 25 maja 2014 – Mińsk | 25 maja 2014 – Mińsk |                   |       |       |
|  | Szwecja              | Szwecja           | Szwecja              | Szwecja              | 1 | 3         |                      | 25 maja 2014 – Mińsk | 25 maja 2014 – Mińsk | 25 maja 2014 – Mińsk |                   |       |       |
|  | Szwecja              | Szwecja           |                      |                      |   |           |                      | Czechy               | Czechy               | 0                    |                   |       |       |
|  | Białoruś             | Białoruś          | 2                    |                      |   |           |                      |                      | Czechy               | 0                    |                   |       |       |
|  | Białoruś             | Białoruś          | 2                    |                      |   |           |                      | Szwecja              | Szwecja              | 3                    |                   |       |       |
|  |                      |                   |                      |                      |   |           |                      |                      | Szwecja              | 3                    |                   |       |       |

### Ćwierćfinały
| 22 maja 2014 | Stany Zjednoczone | 3:4 | Czechy | Czyżouka Arena, Mińsk |

| Szczegóły      | Szczegóły                                                        | Szczegóły       | Szczegóły                                                                            | Szczegóły                                                                     |
| -------------- | ---------------------------------------------------------------- | --------------- | ------------------------------------------------------------------------------------ | ----------------------------------------------------------------------------- |
| Godzina: 15:00 | B. Nelson (PP) 06:54 T. Johnson (EA) 58:50 T. Johnson (EA) 59:03 | (1:1, 0:3, 2:0) | 09:25 (EQ) T. Rolinek 26:51 (PP) T. Hertl 28:06 (PP) R. Červenka 36:19 (PP) O. Němec | Widzów: 8 234 Sędzia główny: Mikael Nord Sędziowie liniowi: Marcus Vinnerborg |
| Godzina: 15:00 | 41 min.                                                          |                 | 14 min.                                                                              | Widzów: 8 234 Sędzia główny: Mikael Nord Sędziowie liniowi: Marcus Vinnerborg |

| 22 maja 2014 | Rosja | 3:0 | Francja | Mińsk Arena, Mińsk |

| Szczegóły      | Szczegóły                                                         | Szczegóły       | Szczegóły | Szczegóły                                                                    |
| -------------- | ----------------------------------------------------------------- | --------------- | --------- | ---------------------------------------------------------------------------- |
| Godzina: 16:00 | A. Anisimow (EQ) 04:21 J. Małkin (PP) 20:52 A. Kutuzow (EQ) 47:36 | (1:0, 1:0, 1:0) |           | Widzów: 14 011 Sędzia główny: Antonin Jeřábek Sędziowie liniowi: Keith Kaval |
| Godzina: 16:00 | 12 min.                                                           |                 | 18 min.   | Widzów: 14 011 Sędzia główny: Antonin Jeřábek Sędziowie liniowi: Keith Kaval |

| 22 maja 2014 | Kanada | 2:3 | Finlandia | Czyżouka Arena, Mińsk |

| Szczegóły      | Szczegóły                                    | Szczegóły       | Szczegóły                                                           | Szczegóły                                                                          |
| -------------- | -------------------------------------------- | --------------- | ------------------------------------------------------------------- | ---------------------------------------------------------------------------------- |
| Godzina: 19:00 | K. Turris (EQ) 25:41 M. Scheifele (EQ) 32:08 | (0:1, 2:0, 0:2) | 06:14 (PP) O. Palola 40:28 (EQ) J. Hietanen 56:52 (EQ) I. Pakarinen | Widzów: 8 671 Sędzia główny: Lars Brüeggemann Sędziowie liniowi: Konstantin Olenin |
| Godzina: 19:00 | 6 min.                                       |                 | 12 min.                                                             | Widzów: 8 671 Sędzia główny: Lars Brüeggemann Sędziowie liniowi: Konstantin Olenin |

| 22 maja 2014 | Szwecja | 3:2 | Białoruś | Mińsk Arena, Mińsk |

| Szczegóły      | Szczegóły                                                          | Szczegóły       | Szczegóły                                    | Szczegóły                                                                     |
| -------------- | ------------------------------------------------------------------ | --------------- | -------------------------------------------- | ----------------------------------------------------------------------------- |
| Godzina: 20:00 | N. Danielsson (PP) 13:41 M. Nygren (PP) 37:27 M. Ekholm (EQ) 53:38 | (1:0, 1:2, 1:0) | 25:39 (EQ) G. Platt 34:14 (EQ) A. Jefimienko | Widzów: 14 598 Sędzia główny: Wiaczesław Bułanow Sędziowie liniowi: Jyri Rönn |
| Godzina: 20:00 | 6 min.                                                             |                 | 8 min.                                       | Widzów: 14 598 Sędzia główny: Wiaczesław Bułanow Sędziowie liniowi: Jyri Rönn |

### Półfinały
| 24 maja 2014 | Rosja | 3:1 | Szwecja | Mińsk Arena, Mińsk |

| Szczegóły      | Szczegóły                                                           | Szczegóły       | Szczegóły            | Szczegóły                                                                     |
| -------------- | ------------------------------------------------------------------- | --------------- | -------------------- | ----------------------------------------------------------------------------- |
| Godzina: 13:45 | S. Płotnikow (EQ) 13:25 S. Szyrokow (EQ) 18:00 A. Biełow (EQ) 31:02 | (2:1, 1:0, 0:0) | 00:19 (EQ) O. Möller | Widzów: 14 521 Sędzia główny: Keith Kaval Sędziowie liniowi: Vladimír Šindler |
| Godzina: 13:45 | 10 min.                                                             |                 | 37 min.              | Widzów: 14 521 Sędzia główny: Keith Kaval Sędziowie liniowi: Vladimír Šindler |

| 24 maja 2014 | Czechy | 0:3 | Finlandia | Mińsk Arena, Mińsk |

| Szczegóły      | Szczegóły | Szczegóły       | Szczegóły                                                         | Szczegóły                                                                            |
| -------------- | --------- | --------------- | ----------------------------------------------------------------- | ------------------------------------------------------------------------------------ |
| Godzina: 17:45 |           | (0:1, 0:1, 0:1) | 08:57 (EQ) J. Lehterä 31:02 (PP) J. Immonen 59:49 (EQ) J. Lehterä | Widzów: 14 378 Sędzia główny: Lars Brüeggemann Sędziowie liniowi: Wiaczesław Bułanow |
| Godzina: 17:45 | 8 min.    |                 | 6 min.                                                            | Widzów: 14 378 Sędzia główny: Lars Brüeggemann Sędziowie liniowi: Wiaczesław Bułanow |

### Mecz o trzecie miejsce
| 25 maja 2014 | Szwecja | 3:0 | Czechy | Mińsk Arena, Mińsk |

| Szczegóły      | Szczegóły                                                               | Szczegóły       | Szczegóły | Szczegóły                                                                     |
| -------------- | ----------------------------------------------------------------------- | --------------- | --------- | ----------------------------------------------------------------------------- |
| Godzina: 15:30 | J. Lundström(EQ) 04:28 S. Hjalmarsson (EQ) 15:44 M. Backlund (EQ) 48:22 | (2:0, 0:0, 1:0) |           | Widzów: 14 001 Sędzia główny: Wiaczesław Bułanow Sędziowie liniowi: Jyri Rönn |
| Godzina: 15:30 | 14 min.                                                                 |                 | 10 min.   | Widzów: 14 001 Sędzia główny: Wiaczesław Bułanow Sędziowie liniowi: Jyri Rönn |

### Finał
| 25 maja 2014 | Rosja | 5:2 | Finlandia | Mińsk Arena, Mińsk |

| Szczegóły      | Szczegóły | Szczegóły       | Szczegóły                                    | Szczegóły                                                                     |
| -------------- | --- | --------------- | -------------------------------------------- | ----------------------------------------------------------------------------- |
| Godzina: 20:00 | S. Szyrokow (PP) 10:45 A. Owieczkin (EQ) 27:34 J. Małkin (PP2) 35:36 D. Zaripow (PP) 44:24 W. Tichonow (PP) 55:53 | (1:1, 2:1, 2:0) | 19:57 (EQ) I. Pakarinen 26:51 (PP) O. Palola | Widzów: 15 112 Sędzia główny: Lars Brüeggemann Sędziowie liniowi: Keith Kaval |
| Godzina: 20:00 | 12 min. |                 | 28 min.                                      | Widzów: 15 112 Sędzia główny: Lars Brüeggemann Sędziowie liniowi: Keith Kaval |

## Statystyki
Stan po zakończeniu turnieju. Źródło: IIHF.com

### Zawodnicy z pola
| Lp. | Zawodnik           | Mecze | Gole |
| --- | ------------------ | ----- | ---- |
| 1.  | Wiktor Tichonow    | 10    | 8    |
| 2.  | Stéphane Da Costa  | 8     | 6    |
| 2.  | Cody Hodgson       | 8     | 6    |
| 2.  | Tyler Johnson      | 8     | 6    |
| 2.  | Antoine Roussel    | 8     | 6    |
| 2.  | Joel Ward          | 8     | 6    |
| 7.  | Siergiej Płotnikow | 10    | 6    |

| Lp. | Zawodnik        | Mecze | Asysty |
| --- | --------------- | ----- | ------ |
| 1.  | Danis Zaripow   | 10    | 10     |
| 2.  | Seth Jones      | 8     | 9      |
| 3.  | Jori Lehterä    | 10    | 9      |
| 4.  | Johnny Gaudreu  | 8     | 8      |
| 5.  | Wiktor Tichonow | 10    | 8      |

| Lp. | Zawodnik            | Mecze | Gole | As. | Pkt |
| --- | ------------------- | ----- | ---- | --- | --- |
| 1.  | Wiktor Tichonow     | 10    | 8    | 8   | 16  |
| 2.  | Danis Zaripow       | 10    | 3    | 10  | 13  |
| 3.  | Siergiej Płotnikow  | 10    | 6    | 6   | 12  |
| 4.  | Jori Lehterä        | 10    | 3    | 9   | 12  |
| 5.  | Antoine Roussel     | 8     | 6    | 5   | 11  |
| 6.  | Joakim Lindström    | 9     | 5    | 6   | 11  |
| 7.  | Michel Miklík       | 7     | 4    | 7   | 11  |
| 8.  | Aleksandr Owieczkin | 9     | 4    | 7   | 11  |
| 9.  | Seth Jones          | 8     | 2    | 9   | 11  |

| Lp. | Zawodnik       | Mecze | Gole | As. | Pkt |
| --- | -------------- | ----- | ---- | --- | --- |
| 1.  | Seth Jones     | 8     | 2    | 9   | 11  |
| 2.  | Mattias Ekholm | 10    | 2    | 5   | 7   |
| 3.  | Ondřej Němec   | 10    | 2    | 5   | 7   |
| 3.  | Roman Josi     | 7     | 1    | 6   | 7   |
| 7.  | Artūrs Kulda   | 6     | 4    | 1   | 5   |

| Lp. | Zawodnik        | Mecze | +/− |
| --- | --------------- | ----- | --- |
| 1.  | Anton Biełow    | 10    | +10 |
| 2.  | Wiktor Tichonow | 10    | +10 |
| 3.  | Jegor Jakowlew  | 10    | +9  |
| 4.  | Ryan Ellis      | 8     | +9  |
| 5.  | Seth Jones      | 8     | +8  |
| 6.  | Iiro Pakarinen  | 10    | +8  |

| Lp. | Zawodnik          | Mecze | Minuty |
| --- | ----------------- | ----- | ------ |
| 1.  | Kaspars Daugaviņš | 7     | 42     |
| 2.  | Justin Abdelkader | 7     | 31     |
| 3.  | Nikołaj Antropow  | 6     | 29     |
| 3.  | Zemgus Girgensons | 6     | 29     |
| 5.  | Mikael Backlund   | 10    | 29     |

### Klasyfikacje bramkarzy
Zestawienie uwzględnia bramkarzy, którzy rozegrali minimum 40% łącznego czasu gry swoich zespołów. Źródło: IIHF.com
| Lp. | Zawodnik           | Mecze | %     |
| --- | ------------------ | ----- | ----- |
| 1.  | Siergiej Bobrowski | 8     | 95,03 |
| 2.  | Steffen Søberg     | 3     | 94,83 |
| 3.  | Kevin Lalande      | 5     | 93,75 |
| 4.  | Anders Nilsson     | 9     | 93,75 |
| 5.  | Ben Scrivens       | 4     | 93,75 |

| Lp. | Zawodnik           | Mecze | #    |
| --- | ------------------ | ----- | ---- |
| 1.  | Siergiej Bobrowski | 8     | 1,13 |
| 2.  | Kevin Lalande      | 5     | 1,25 |
| 3.  | Anders Nilsson     | 9     | 1,54 |
| 4.  | Ben Scrivens       | 4     | 1,74 |
| 5.  | Pekka Rinne        | 9     | 1,88 |

| Lp. | Zawodnik       | Mecze | Gole |
| --- | -------------- | ----- | ---- |
| 1.  | Kevin Lalande  | 5     | 5    |
| 2.  | Steffen Søberg | 3     | 6    |
| 3.  | Ben Scrivens   | 4     | 7    |

| Lp. | Zawodnik           | Mecze | # |
| --- | ------------------ | ----- | - |
| 1.  | Pekka Rinne        | 9     | 3 |
| 2.  | Siergiej Bobrowski | 8     | 2 |
| 3.  | Anders Nilsson     | 9     | 2 |
| 3.  | Alexander Salák    | 10    | 2 |

| Lp. | Zawodnik         | Mecze | Obrony |
| --- | ---------------- | ----- | ------ |
| 1.  | Pekka Rinne      | 9     | 220    |
| 2.  | Daniel Bellisimo | 7     | 215    |
| 3.  | Anders Nilsson   | 9     | 210    |

## Wyróżnienia indywidualne
- Najlepsi zawodnicy wybrani przez dyrektoriat turnieju[8]:
  - Najlepszy bramkarz:  Siergiej Bobrowski
  - Najlepszy obrońca:  Seth Jones
  - Najlepszy napastnik:  Wiktor Tichonow

- Skład Gwiazd wybrany w głosowaniu dziennikarzy[9]:
  - Bramkarz:  Pekka Rinne
  - Obrońcy:  Seth Jones,  Anton Biełow
  - Napastnicy:  Wiktor Tichonow,  Siergiej Płotnikow,  Antoine Roussel
  - Najbardziej Wartościowy Gracz:  Pekka Rinne

## Składy medalistów
| Złoto Rosja      | Artiom Anisimow, Anton Biełow, Siergiej Bobrowski, Aleksandr Burmistrow, Anton Chudobin, Maksim Czudinow, Jewgienij Dadonow, Dienis Dienisow, Jegor Jakowlew, Siergiej Kalinin, Nikołaj Kulomin, Aleksandr Kutuzow, Jewgienij Kuzniecow, Andriej Łoktionow, Jewgienij Małkin, Jewgienij Miedwiediew, Dmitrij Orłow, Aleksandr Owieczkin, Siergiej Płotnikow, Wadim Szypaczow, Siergiej Szyrokow, Wiktor Tichonow, Andriej Wasilewski, Danis Zaripow, Andriej Zubariew Trener: Oleg Znarok |
| Srebro Finlandia | Erik Haula, Juuso Hietanen, Tommi Huhtala, Jarkko Immonen, Olli Jokinen, Pekka Jormakka, Jere Karalahti, Tommi Kivistö, Leo Komarov, Petri Kontiola, Mikko Koskinen, Ville Lajunen, Jori Lehterä, Tuukka Mäntylä, Jyri Marttinen, Atte Ohtamaa, Iiro Pakarinen, Olli Palola, Pekka Rinne, Jere Sallinen, Tomi Sallinen, Miikka Salomäki, Juuse Saros, Veli-Matti Savinainen, Petteri Wirtanen Trener: Erkka Westerlund                                                                    |
| Brąz Szwecja     | Jonas Ahnelöv, Niclas Andersén, Dick Axelsson, Mikael Backlund, Niclas Burström, Nicklas Danielsson, Mattias Ekholm, Jimmie Ericsson, Joacim Eriksson, Tim Erixon, Johan Fransson, Erik Gustafsson, Simon Hjalmarsson, Calle Järnkrok, Linus Klasen, Joakim Lindström, Joel Lundqvist, Oscar Möller, Anders Nilsson, Magnus Nygren, Gustav Nyquist, Daniel Rahimi, Dennis Rasmussen, Mattias Sjögren, Linus Ullmark Trener: Pär Mårts                                                     |

## Klasyfikacja końcowa
| Msc. | Reprezentacja     |
| ---- | ----------------- |
|      | Rosja             |
|      | Finlandia         |
|      | Szwecja           |
| 4    | Czechy            |
| 5    | Kanada            |
| 6    | Stany Zjednoczone |
| 7    | Białoruś          |
| 8    | Francja           |
| 9    | Słowacja          |
| 10   | Szwajcaria        |
| 11   | Łotwa             |
| 12   | Norwegia          |
| 13   | Dania             |
| 14   | Niemcy            |
| 15   | Włochy            |
| 16   | Kazachstan        |

| Spadek do I Dywizji Grupy A w 2015: | Włochy, Kazachstan |
| Awans do turnieju MŚ Elity w 2015:  | Słowenia, Austria  |